# Erling Jevne
Erling Jevne (Lillehammer, 24 maart 1966) is een Noors langlaufer. Jevne was een specialist op de klassieke stijl en op de langere afstanden.

## Carrière
Jevne is recordhouder met zeven overwinningen in de langeafstandswedstrijd de Birkebeinerrennet.
Jevne won met de Noorse estafetteploeg twee wereldtitels en één zilveren medaille op de wereldkampioenschappen, individueel won Jevne in 1997 de zilveren medaille op de 50 kilometer.
Jevne nam viermaal deel aan de spelen. Jevne behaalde tijdens de spelen van 1998 de gouden medaille op de estafette en de zilveren medaille op de 30 kilometer klassiek achter de Fin Mika Myllylä.

## Resultaten

### Olympische Winterspelen
| Jaar | Plaats         | Resultaten                                             |
| ---- | -------------- | ------------------------------------------------------ |
| 1992 | Albertville    | 5e 30 km klassiek                                      |
| 1994 | Lillehammer    | 5e 50 km klassiek                                      |
| 1998 | Nagano         | 7e 10 km klassiek · 30 km klassiek · 4x10 km estafette |
| 2002 | Salt Lake City | 6e 15 km klassiek 10e 50 km klassiek                   |

### Wereldkampioenschappen langlaufen
| Jaar | Plaats              | Resultaten                                                |
| ---- | ------------------- | --------------------------------------------------------- |
| 1993 | Falun               | 11e 10 km klassiek 7e 30 km klassiek 20e achtervolging    |
| 1995 | Thunder Bay         | 6e 10 km klassiek · 7e 30 km klassiek · 4x10 km estafette |
| 1997 | Trondheim           | 7e 10 km klassiek · 50 km klassiek · 4x10 km estafette    |
| 1999 | Ramsau am Dachstein | 6e 10 km klassiek · 4x10 km estafette                     |
| 2001 | Lahti               | 4e 30 km klassiek                                         |